# Episodi di 90210 (quarta stagione)

Titoli di testa della stagione

La quarta stagione della serie televisiva 90210 è stata trasmessa sul canale statunitense The CW dal 13 settembre 2011 al 15 maggio 2012. La stagione era già stata confermata il 26 aprile 2011.
In Italia la stagione è andata in onda dal 13 agosto al 14 settembre 2012 su Rai 2.
È replicata per la prima volta da Rai 4 a partire dal 10 ottobre 2012.
| nº | Titolo originale                       | Titolo italiano            | Prima TV USA      | Prima TV Italia   |
| -- | -------------------------------------- | -------------------------- | ----------------- | ----------------- |
| 1  | Up In Smoke                            | Tutto in fumo              | 13 settembre 2011 | 13 agosto 2012    |
| 2  | Rush Hour                              | Ora di punta               | 20 settembre 2011 | 14 agosto 2012    |
| 3  | Greek Tragedy                          | Tragedia greca             | 27 settembre 2011 | 16 agosto 2012    |
| 4  | Let the Games Begin                    | Che i giochi comincino     | 4 ottobre 2011    | 17 agosto 2012    |
| 5  | Party Politics                         | Tempo di elezioni          | 11 ottobre 2011   | 20 agosto 2012    |
| 6  | Benefit of the Doubt                   | Il beneficio del dubbio    | 18 ottobre 2011   | 21 agosto 2012    |
| 7  | It's the Great Masquerade, Naomi Clark | È tutta una farsa          | 1º novembre 2011  | 22 agosto 2012    |
| 8  | Vegas, Maybe?                          | Las Vegas magari?          | 8 novembre 2011   | 23 agosto 2012    |
| 9  | A Thousand Words                       | Un migliaio di parole      | 15 novembre 2011  | 24 agosto 2012    |
| 10 | Smoked Turkey                          | Il Ringraziamento          | 22 novembre 2011  | 27 agosto 2012    |
| 11 | Project Runaway                        | Passerelle infuocate       | 29 novembre 2011  | 28 agosto 2012    |
| 12 | O Holly Night                          | Chiarimenti                | 6 dicembre 2011   | 29 agosto 2012    |
| 13 | Should Old Acquaintance Be Forgot?     | Voltare pagina             | 17 gennaio 2012   | 30 agosto 2012    |
| 14 | Mama Can You Hear Me?                  | La mia migliore arcinemica | 24 gennaio 2012   | 31 agosto 2012    |
| 15 | Trust, Truth and Traffic               | Fiducia, verità e traffico | 31 gennaio 2012   | 4 settembre 2012  |
| 16 | No Good Deed                           | Nessuna buona azione       | 7 febbraio 2012   | 5 settembre 2012  |
| 17 | Babes in Toyland                       | Cogli l'attimo             | 6 marzo 2012      | 6 settembre 2012  |
| 18 | Blood Is Thicker Than Mud              | La profezia                | 13 marzo 2012     | 7 settembre 2012  |
| 19 | The Heart Will Go On                   | Questioni di cuore         | 20 marzo 2012     | 8 settembre 2012  |
| 20 | Blue Ivy                               | L'ultimo saluto            | 27 marzo 2012     | 11 settembre 2012 |
| 21 | Bride And Prejudice                    | Sposa e pregiudizio        | 24 aprile 2012    | 10 settembre 2012 |
| 22 | Tis Pity                               | Vero amore                 | 1º maggio 2012    | 12 settembre 2012 |
| 23 | A Tale of Two Parties                  | Racconto di due parti      | 8 maggio 2012     | 13 settembre 2012 |
| 24 | Forever Hold Your Peace                | Ultima chance              | 15 maggio 2012    | 14 settembre 2012 |

## Tutto in fumo
- Titolo originale: Up In Smoke
- Diretto da: Elizabeth Allen
- Scritto da: Patti Carr e Lara Olsen

### Trama
È finita l'estate e tutti cercano di trovare la propria strada dopo il liceo. Naomi, dopo aver scoperto di non essere incinta, affronta la rottura con Max e decide di fare una grande festa nella sua nuova casa. Annie scopre che non potrà lasciare la città e riceve una proposta inaspettata da Liam, che ha trascorso l'estate a lavorare su una barca. Dixon cerca un posto dove vivere dopo che Navid gli ha fatto perdere la possibilità di dormire nel campus e prende una decisione importante sul suo futuro. Le cose si complicano per Navid e Silver quando Leila, la sorella minore del ragazzo, si trasferisce da loro. Adrianna torna in città per cercare di recuperare la fiducia dei suoi (ex) amici e finisce a letto con il nuovo coinquilino di Dixon, un ragazzo texano di nome Austin. Ivy e Raj affrontano i problemi di salute di Raj, mentre Teddy cerca il coraggio di dire a suo padre che è gay.

## Ora di punta
- Titolo originale: Rush Hour
- Diretto da: Elizabeth Allen
- Scritto da: Terence Coli

### Trama
Liam decide di tenere il bar sulla spiaggia che ha comprato mentre era ubriaco ed è sorpreso dall'arrivo di Jane, una ragazza che ha incontrato durante l'estate. Naomi convince Annie a entrare in una confraternita. Leila viene rapita e Navid e Silver chiedono aiuto ad Adrianna. Dixon deve preparare un demo per un incontro importante con un produttore ma è in difficoltà a restare sveglio. Annie viene ingannata da Jeremy, un ragazzo che ha appena incontrato all'università. Navid scopre che il finto rapimento di Leila è stato orchestrato dal suo nuovo ragazzo che chiede a Navid 75 000 dollari per non scappare con sua sorella. Navid è costretto a chiedere un prestito a suo zio. Annie entra nella confraternita mentre Naomi viene esclusa perché Holly, la presidente, vuole vendicarsi di lei. Naomi e Annie si alleano contro Holly.

## Tragedia greca
- Titolo originale: Greek Tragedy
- Diretto da: Rob Hardy
- Scritto da: Paul Sciarrotta

### Trama
Naomi vuole vendicarsi di Holly e diventa la presidente di un'altra confraternita. Annie ha difficoltà finanziarie e dopo essere uscita con Bree, una sua compagna dell'università, scopre che Bree è una escort. Liam si avvicina a Jane e Annie diventa furiosa quando lo viene a sapere. Ivy è arrabbiata per la mancanza di compassione dei suoi amici per la malattia di Raj. Navid è in trappola: suo zio usa gli studi Shirazi per nascondere un traffico di auto rubate ma, quando gli intima di lasciare gli studi minacciando di chiamare la polizia, lo zio gli rivela che, in caso di indagini, risulterebbe coinvolto anche Navid perché gli studi sono intestati a suo nome. Dixon si infuria con Navid per avergli rovinato l'opportunità di incontrare un DJ importante.

## Che i giochi comincino
- Titolo originale: Let the Games Begin
- Diretto da: Millicent Shelton
- Scritto da: Jenna Lamia

### Trama
Naomi tenta di vendicarsi di Holly durante i Giochi Greci, la sfida annuale delle confraternite, ma durante la gara arriva Max, invitato da Holly per mettere in difficoltà la rivale. Naomi trascina anche Ivy nella confraternita per partecipare alla gara di surf ma la ragazza è troppo preoccupata per la salute di Raj per divertirsi. Anche Austin offre il suo aiuto a Naomi per distruggere Holly. Annie, in mezzo alla lotta fra Naomi e Holly, finisce con l'accettare l'offerta di lavoro di Bree come escort. Per farsi perdonare, Navid prenota uno studio di registrazione per Dixon. Silver decide di girare uno spot per il bar di Liam ma le riprese non vanno come previsto. La storia fra Liam e Jane continua mentre Adrianna ha paura di uno stalker che la segue: in realtà è Jim, il marito di Jane, che prega Adrianna di non dire a nessuno che è ancora vivo.

## Tempo di elezioni
- Titolo originale: Party Politics
- Diretto da: Cherie Nowlan
- Scritto da: Marjorie David

### Trama
Silver ha l'opportunità di occuparsi dei video per la campagna elettorale della candidata al congresso Marissa Harris-Young, la rivale dello zio di Teddy, Charles. Teddy incontra un suo ex che lavora per Marissa. Annie è obbligata a fare da “babysitter” a Leila durante una cena importante con dei nuovi clienti. Leila capisce che Annie è una escort e, per mantenere il segreto, le chiede una parte del suo guadagno. Navid confessa a Silver che suo zio lo sta ricattando. Dopo aver spiato la relazione fra Liam e Jane, Jim, il marito di Jane, confessa di essere ancora vivo. La carriera di Dixon va a gonfie vele. Durante un party per incoraggiare gli studenti a votare, Naomi cerca di controllare i suoi sentimenti per Austin.

## Il beneficio del dubbio
- Titolo originale: Benefit of the Doubt
- Diretto da: James L. Conway
- Scritto da: Liz Phang

### Trama
Un'agente offre un lavoro da modello a Liam dopo aver visto il suo spot. Annie si innamora di un cliente, Patrick. Ivy decide di organizzare un talent show per raccogliere fondi per il trattamento sperimentale contro il cancro di Raj. Naomi partecipa al talent con Max, decisa a battere Sally, l'amica di Austin. Navid chiude ogni rapporto con suo zio ma Amal minaccia Silver e il ragazzo è costretto a tornare in affari con lui. Adrianna capisce che Dixon ha problemi di droga e lo affronta.

## È tutta una farsa
- Titolo originale: It's the Great Masquerade, Naomi Clark
- Diretto da: David Warren
- Scritto da: Brian Dawson

### Trama
Naomi è costretta a lavorare con la sua nemica Holly per organizzare la festa di Halloween del campus: Holly riesce a sabotare il party e a mettere in imbarazzo Naomi. Navid collabora con la polizia per incastrare suo zio, ma non può parlarne con Silver. Silver scopre che il suo capo, la candidata Marissa Harris-Young, non è ciò che sembra. Adrianna si ammanetta a Dixon per 24 ore per impedire all'amico di drogarsi. Annie deve decidere se dare a Patrick una seconda chance. Ivy diventa amica di Nick, un professore di fotografia, mentre Liam ha problemi a gestire la sua fama.

## Las Vegas magari?
- Titolo originale: Vegas, Maybe?
- Diretto da: Stuart Gillard
- Scritto da: Scott Weinger

### Trama
Il gruppo parte per Las Vegas, perché Naomi vuole fare una sorpresa ad Austin per il suo compleanno: alla festa Naomi incontra il padre di Austin, il famoso cantante country Judd Ridge. Liam riceve un invito per giocare in un torneo di poker riservato a persone famose. Teddy e Shane decidono di sposarsi, mentre Dixon e Adrianna si avvicinano sempre di più. Amal dà istruzioni a Navid di consegnare un pacco a un suo contatto a Las Vegas e Navid spera di avere la possibilità di incastrarlo. Silver vorrebbe divertirsi insieme ai suoi amici ma è costretta a lavorare per quasi tutto il weekend: quando Silver incontra Navid e Kat, la poliziotta che indaga su Amal, Kat è costretta a fingere che lei e Navid stiano insieme. Annie vuole incontrare Patrick a Las Vegas ma scopre che l'uomo è già in compagnia di un'altra escort.

## Un migliaio di parole
- Titolo originale: A Thousand Words
- Diretto da: Millicent Shelton
- Scritto da: Chris Atwood

### Trama
Il video di Silver del falso matrimonio a Las Vegas fra Teddy e Shane arriva accidentalmente alla stampa e distrugge la campagna elettorale dello zio di Teddy, che si ritrova solo e alienato da tutti. Silver scopre di aver inviato per errore il video a Marissa Harris-Young, che lo ha usato intenzionalmente per vincere le elezioni: Silver decide di non lavorare più per lei. Liam firma un contratto annuale da modello da 200 000 dollari, senza leggere le clausole: quando scopre che non può fare nessun'attività “pericolosa” (surf, gare automobilistiche), Liam si ribella e viene arrestato insieme a Teddy dopo aver fatto una gara su un circuito. Annie vorrebbe aiutare Dixon a entrare in un programma di riabilitazione ma non può permettersi l'iscrizione da 10.000 dollari: la ragazza è costretta a chiedere i soldi a Patrick. Dixon si lega sempre più ad Adrianna. Ivy e Raj cominciano a pianificare il loro futuro in attesa della guarigione di Raj: Ivy decide di partecipare a un concorso fotografico, seguendo il consiglio di Nick. Naomi esce con Alana, la “secchiona” della confraternita, e le dà suggerimenti per conquistare un ragazzo: il ragazzo, però, ha occhi solo per Naomi.

## Il Ringraziamento
- Titolo originale: Smoked Turkey
- Diretto da: Jerry Levine
- Scritto da: Miriam Trogdon

### Trama
Nonostante la riluttanza della ragazza, Dixon vuole iniziare una relazione con Adrianna durante la sua vacanza dalla riabilitazione. Il matrimonio fra Ivy e Raj entra in crisi quando il ragazzo si iscrive a un college a Baltimora, ma Ivy non vuole lasciare la California. Liam organizza una cena per il Ringraziamento per tutto il gruppo senza saper cucinare. La visita a sorpresa della madre di Liam, apparentemente tornata per passare il Ringraziamento con il figlio, ha una motivazione precisa. Naomi e Austin vanno a fare una cavalcata insieme ma dopo un litigio, Naomi si trova bloccata in cima a una montagna. Silver incontra Greg, un professore affascinante, mentre cerca di allontanarsi da Navid. Annie ha paura che la sua professione “segreta” venga scoperta e continua a mentire. Dixon decide di confessare ai suoi amici che è in riabilitazione.

## Passerelle infuocate
- Titolo originale: Project Runaway
- Diretto da: Harry Sinclair
- Scritto da: Allen Clary

### Trama
Naomi decide di partecipare a un concorso di moda per far colpo sulla ex modella Janice Dickinson. Sfortunatamente, anche la sua nemica Holly vuole vincere e la sfilata finisce male per entrambe le ragazze. Liam, intrappolato dal suo contrattato da modello con Sheila, si ritrova in mezzo alla lotta fra Naomi e Holly. Dixon cerca di rientrare nel mondo della musica, combattendo con le tentazioni della droga. Annie cerca un compromesso con Jeremy per l'eredità di Marla. Teddy decide di lasciare la città per un lavoro a Londra, ma Shane gli chiede di trasferirsi a Washington. Navid è sempre più impaziente perché teme di perdere Silver e vorrebbe chiudere il prima possibile la questione con suo zio.

## Chiarimenti
- Titolo originale: O Holly Night
- Diretto da: Stuart Gillard
- Scritto da: Paul Sciarrotta

### Trama
Natale si avvicina e Rachel, il nuovo capo di Naomi, le chiede di organizzare la festa di compleanno di sua figlia: Naomi scopre che la figlia di Rachel è Holly… Annie si intrufola in casa di Jeremy per trovare la collana di Marla. Navid, sotto copertura, va a un incontro con un possibile acquirente ma le cose finiscono male. Dixon deve scegliere fra la sua carriera musicale e un possibile futuro con Adrianna. Greg, il nuovo ragazzo di Silver, le confessa di avere una figlia e una moglie da cui sta divorziando. Liam ha ancora dei sentimenti per Annie e scopre il suo segreto: poco dopo, mentre sta facendo un giro in moto, Liam viene investito da una donna che chiama la polizia, ma dichiara di non essere la responsabile. Annie e Dixon partono per Parigi. Naomi scopre Austin insieme a Holly.

## Voltare pagina
- Titolo originale: Should Old Acquaintance Be Forgot?
- Diretto da: Cherie Nowlan
- Scritto da: Jenna Lamia

### Trama
Rachel incarica Naomi per l'organizzazione di un party per i cadetti ma, nel tentativo di superare la sua rottura con Austin, Naomi si rende ridicola di fronte al suo capo e a tutti gli ospiti. Dixon e Adrianna hanno un ingaggio per cantare in un club ma la gelosia di Dixon rovina la serata. La relazione fra Silver e Greg prosegue mentre Navid diventa sempre più ossessionato da suo zio: Kat, preoccupata per il ragazzo, racconta la verità a Silver, che chiama il padre di Navid in cerca di aiuto. Annie organizza una festa per festeggiare il nuovo anno, che si rivela un disastro: la ragazza è troppo distratta dalla nuova relazione di Liam con la misteriosa Vanessa, la ragazza che in realtà l'ha investito. Ivy torna dalla sua escursione in Nuova Guinea con Nick e non sa se iniziare una relazione con lui.

## La mia migliore arcinemica
- Titolo originale: Mama Can You Hear Me?
- Diretto da: Stuart Gillard
- Scritto da: Scott Weinger

### Trama
Naomi vuole sistemare il rapporto fra il suo capo Rachel e la figlia Holly: quando Holly e Naomi, che si detestano, sono obbligate a lavorare insieme, le cose finiscono in un modo imprevisto. Greg chiede a Silver di trasferirsi a New York insieme a lui e Navid scopre la verità sulla figlia adottiva di Greg. Austin è distrutto per la rottura con Naomi e Dixon decide di tirarlo su di morale: per vendicarsi, i due ragazzi decidono di sporcare con uova e carta igienica la casa della confraternita di Holly. Annie comincia a investigare sul passato di Vanessa e capisce che è lei la responsabile dell'incidente di Liam. Ivy è preoccupata per Nick, quando il ragazzo le dice di voler partire per un lavoro da fotografo in Afghanistan.

## Fiducia, verità e traffico
- Titolo originale: Trust, Truth and Traffic
- Diretto da: Bethany Rooney
- Scritto da: Marjorie David

### Trama
Annie deve prendere una decisione che potrebbe rivelare il suo passato da escort, mentre Dixon viene arrestato con l'accusa di aver appiccato un incendio alla confraternita. Adrianna e Silver tentano di lasciarsi il passato alle spalle ma Greg non accetta che Adrianna abbia incontrato la figlia senza il suo permesso e lascia Silver. Vanessa aiuta a organizzare una festa per rilanciare il locale di Liam. Ivy si dedica alla sua carriera da fotografa ma la storia avuta con Nick le crea dei problemi con la proprietaria di una galleria dove Ivy vorrebbe fare una mostra.

## Nessuna buona azione
- Titolo originale: No Good Deed
- Diretto da: Stuart Gillard
- Scritto da: Chris Atwood

### Trama
Nel tentativo di usare in modo giusto la sua eredità, Annie si offre volontaria per l'organizzazione di una raccolta fondi, dove invita anche Liam. Naomi deve organizzare il suo primo evento per un cliente, il compleanno della figlia sedicenne del famoso attore Mitchell Nash, ma il compito si rivela più complicato del previsto. Silver si rende conto di provare ancora qualcosa per Navid, ma quando lui dice di essere stato ammesso a Princeton, lei non lo ferma. Vanessa dice a Liam di valere molto di più di quello che la sua agente gli propone, così gli trova un piccolo lavoro in un talk show, ma non va a finire molto bene. Durante l'evento organizzato da Annie per la raccolta fondi, una ragazza che sta per annegare viene salvata da Liam e il ragazzo riceve molte attenzioni dai giornalisti, proprio come voleva Vanessa. In realtà è stata proprio lei a pagare la ragazza che fingeva di affogare. La mostra fotografica di Ivy viene rovinata quando Diego, un ragazzo appena conosciuto che si dedica alla street art, si introduce nella galleria e la copre di graffiti. Naomi riceve una visita inaspettata..

## Cogli l'attimo
- Titolo originale: Babes in Toyland
- Diretto da: Michael Zinberg
- Scritto da: Liz Phang

### Trama
Jen è in città con suo figlio per far visita a Naomi e le continue "frecciatine" nei confronti del nuovo lavoro di Naomi la innervosiscono. Adrianna e Dixon si recano da un importante produttore cinematografico per discutere della colonna sonora del suo prossimo film, ma vengono sabotati da Vanessa che prova in tutti i modi a procurare nuovi lavori a Liam. Annie si dedica alla beneficenza e coinvolge l'eccentrico miliardario P.J. in un altro evento per raccogliere fondi. Silver è ammessa alla New York University, mentre Ivy attira l'attenzione proponendo un originale stile di arte.

## La profezia
- Titolo originale: Blood Is Thicker Than Mud
- Diretto da: Stuart Gillard
- Scritto da: Paul Sciarrotta

### Trama
Naomi si convince che P.J. sia l'uomo della sua vita ma scopre che anche Jen è interessata a lui: la lotta fra le due sorelle per conquistare il miliardario diventa sempre più violenta. Adrianna e Dixon ottengono un ingaggio per un festival musicale a cui partecipano anche i Train ma a causa di un inganno di Vanessa, Adrianna non può salire sul palco. Dopo la sua esibizione da solista, una produttrice discografica offre un contratto a Dixon, ma non ad Adrianna. A Ivy e Diego viene offerta la possibilità di esporre le loro opere in una galleria d'arte ma i due hanno opinioni opposte. Silver lavora come assistente di produzione sul set del film di Liam e gli confessa di temere di avere ereditato il gene del cancro.
- Special guest star: Train

## Questioni di cuore
- Titolo originale: The Heart Will Go On
- Diretto da: Matthew Diamond
- Scritto da: Patti Carr

### Trama
Durante un litigio con Adrianna allo studio di registrazione, Dixon si sente male e viene portato all'ospedale per un presunto infarto: i dottori gli dicono che ha un difetto cardiaco congenito ma il ragazzo non vuole dirlo ad Annie. Liam accompagna in ospedale Silver a fare il test per il gene del cancro al seno e Vanessa diventa sempre più gelosa. Ivy, indecisa su cosa fare del suo futuro per non rovinare il suo rapporto con Diego, è sconvolta quando Dixon le racconta che Raj ha ancora il cancro ed è in fin di vita all'ospedale. La ragazza si precipita da Raj e lo accusa di averle mentito e di non averle permesso di stare con lui fino alla fine: poco dopo, Raj muore. Naomi intima a Jen di lasciare la casa dopo l'ennesima bugia della sorella. Annie incontra un ragazzo di nome Caleb durante l'organizzazione della pulizia della baia ma scopre che è un prete.

## L'ultimo saluto
- Titolo originale: Blue Ivy
- Diretto da: Stuart Gillard
- Scritto da: Terrence Coli

### Trama
Tutti partecipano al funerale di Raj organizzato dalla famiglia del ragazzo in stile Hindu. Ivy, depressa, non riesce a esprimere il suo dolore e Caleb l'aiuta a organizzare una veglia irlandese per dare l'ultimo saluto a suo marito. Dixon confessa a Navid, appena tornato in città per il funerale, di aver firmato un contratto discografico senza dirlo ad Adrianna, ma la ragazza lo scopre. Annie scopre che P.J. deve sposarsi entro il suo 28º compleanno per avere accesso al suo fondo fiduciario ma prima di riuscire ad avvisare Naomi, P.J. e Naomi si fidanzano. Quando Liam capisce che Vanessa gli ha mentito e l'ha ingannato, la lascia e le dice di andarsene: Vanessa se ne va, rubando tutti i soldi di Liam. Dopo aver scoperto di avere il gene del cancro, Silver va da Liam in cerca di conforto e i due si baciano.

## Sposa e pregiudizio
- Titolo originale: Bride and Prejudice
- Diretto da: Sanaa Hamri
- Scritto da: William H. Brown

### Trama
Quando P.J. insiste per sposare Naomi il prima possibile, le sue amiche temono che la ragazza stia facendo tutto troppo in fretta. Naomi, allora, decide di organizzare una piccola festa di fidanzamento a casa sua per far conoscere P.J. ai suoi amici, ma P.J. trasforma la festa in un mega party sul suo yacht per “mostrare” Naomi ai suoi amici e ostentare la sua ricchezza: Naomi comincia ad avere dei dubbi sul matrimonio. Austin torna a Los Angeles e suggerisce ad Adrianna di dedicarsi alla musica country, diventando il suo manager: in realtà, Austin è interessato ad Adrianna, tornata single da quando Dixon è partito in tournée senza neanche salutarla. Dopo aver visto Ivy rischiare la vita, Caleb teme che la ragazza non sia stabile emotivamente. Annie confessa a Caleb di essere innamorata di lui. Dopo la notte trascorsa con Liam, Silver capisce di provare qualcosa per lui e non sa chi scegliere fra lui e Navid.

## Vero amore
- Titolo originale: Tis Pity
- Diretto da: Rob Hardy
- Scritto da: Scott Weinger

### Trama
Navid comincia a sospettare che Liam e Silver gli nascondano qualcosa e affronta Liam sul tappeto rosso durante la première del suo ultimo film. Annie e Caleb vanno a letto insieme. Naomi, che non ha ancora superato la fine del suo fidanzamento con P.J., viene assunta per organizzare il matrimonio di una ricca ereditiera e ha un crollo nervoso: i problemi aumentano quando scopre di conoscere benissimo il futuro sposo… Austin chiede al padre di far cantare Adrianna prima del suo concerto. Dopo la segnalazione di Caleb, Ivy è chiusa in clinica sotto osservazione: Diego riesce a farla scappare e a farle esprimere il suo dolore attraverso i graffiti. Quando i poliziotti li fermano, Diego confessa a Ivy di essere un immigrato clandestino.

## Racconto di due parti
- Titolo originale: A Tale of Two Parties
- Diretto da: Harry Sinclair
- Scritto da: Terrence Coli e Jenna Lamia

### Trama
Naomi è obbligata a organizzare l'addio al nubilato di Madison, la fidanzata di Max, e cerca di sabotare il party presentandole Nick Carter, il cantante dei Backstreet Boys che Madison adorava da ragazzina. Durante l'addio al celibato di Max al bar di Liam, Liam e Navid litigano per Silver. Entrambe le feste finiscono con l'arrivo della polizia e tutti si incontrano alla stazione di polizia. Dopo aver scoperto il passato da escort di Annie, Caleb entra in una crisi spirituale. Dopo aver parlato con la dottoressa per il cancro, Silver valuta la possibilità di fare subito un bambino perché sa di avere poco tempo. Austin si vendica di Bree nella speranza che la ragazza confessi di aver appiccato l'incendio alla confraternita.

## Ultima chance
- Titolo originale: Forever Hold Your Peace
- Diretto da: Harry Sinclair
- Scritto da: Lara Olsen

### Trama
Naomi annuncia che non parteciperà al matrimonio di Max e Madison perché deve partire subito per New York per un nuovo lavoro. Annie e Caleb nascondono Diego in chiesa mentre Ivy organizza una raccolta di fondi per permettere a Diego di restare a Los Angeles: quando capisce che tutto è inutile, Diego si consegna alla polizia per essere deportato. Ivy decide di andare a Città del Messico con lui. Annie chiude la storia con Caleb dopo aver capito che la fede del ragazzo è più forte del sentimento che prova per lei. Naomi scopre che Max non era ubriaco quando le ha chiesto se sposare Madison fosse un errore: Naomi interrompe il matrimonio dicendo che è lei il vero amore di Max, non Madison. Max non sposa Madison perché è ancora innamorato di Naomi. Costretta a scegliere fra Liam e Navid, Silver prende una decisione che le cambierà la vita: sarà Teddy il padre del suo bambino. Il film di Liam è un successo al botteghino e Vanessa torna dal ragazzo, dicendogli che è ancora il suo manager e obbligandolo a lavorare con lei. Dixon chiede una seconda chance ad Adrianna e la ragazza accetta. Quando Dixon non si presenta all'appuntamento, Adrianna parte per Las Vegas con Austin, convinta che Dixon l'abbia scaricata di nuovo. Mentre è al telefono con Navid, l'auto di Dixon viene investita da un camion.